# Martin Löpelmann
Martin Franz Wilhelm Löpelmann (Berlino, 6 aprile 1891 – Berlino, 25 febbraio 1981) è stato un politico e filologo tedesco.
Fu presidente della Kant-Gesellschaft.

## Biografia
Martin Franz Wilhelm Löpelmann nacque il 6 aprile 1891 in Langestraße 38 a Berlino, primo figlio dell'assistente della stazione ferroviaria Paul Arnold Löpelmann e di sua moglie Marie Emilie Selma, nata Graefe.  Löpelmann frequentò la scuola elementare e il Gymnasium zum Grauen Kloster di Berlino. Dopo essersi diplomato nel 1909, studiò filologia all'Università Friedrich Wilhelm di Berlino e conseguì il dottorato nel 1913. Nel 1914 superò l'esame di stato per l'abilitazione all'insegnamento superiore. 
Il 16 ottobre 1920 sposò all'anagrafe di Schöneberg Auguste Marie Frieda, nata Blaschay e da questo matrimonio nacque il regista, scenografo, pittore, scultore e scrittore Götz Löpelmann.
Löpelmann partecipò per un breve periodo alla Prima guerra mondiale nel 1914 come membro del Reggimento Jäger a cavallo n. 4, del Reggimento di fanteria Landwehr n. 12 e del Reggimento di fanteria terrestre n. 1. Dopo la fine della guerra, Löpelmann insegnò in un ginnasio del quartiere Schöneberg di Berlino (dal 1919 al 1933). Le sue materie erano le lingue straniere e, senza aver studiato, la biologia.

### Carriera politica
Inizialmente appartenne al DNVP e dal 1926 alla Lega di Wiking, di cui divenne capogruppo. Löpelmann si iscrisse al NSDAP il 1° aprile 1928 (numero di tessera 80.525). Negli anni successivi, diversi procedimenti penali furono intentati contro Löpelmann per dichiarazioni antirepubblicane e antisemite. Löpelmann fu consigliere comunale a Berlino dal novembre 1929 al 1933. Fu anche a capo della sezione locale della Lega degli insegnanti nazionalsocialisti (NSLB).
Alle elezioni del settembre 1930, Löpelmann fu eletto al Reichstag come candidato del suo partito per la circoscrizione 3 (Potsdam II), dove rimase in carica fino al maggio 1932. Nel novembre 1933, Löpelmann tornò al Reichstag nazionalsocialista come rappresentante della circoscrizione 4 (Potsdam I) e vi rimase fino al marzo 1936. In seguito, fu membro del Parlamento prussiano dal 1932 al 1933.
Dopo il 1933, fu consigliere ministeriale presso il Ministero prussiano della Cultura e, dal 1935, direttore ministeriale presso il Ministero dell'Istruzione del Reich, dove diresse il dipartimento per le scuole secondarie. Nei primi anni del governo nazionalsocialista, Löpelmann fu coinvolto in una continua disputa con il capo della gioventù del Reich Baldur von Schirach, che egli insultava chiamandolo "vecchia zitella" e di cui rifiutava il principio educativo "la gioventù guida la gioventù". Di conseguenza, nel 1936 fu avviata una procedura di espulsione contro Löpelmann per comportamento dannoso per il partito, dopo un avvertimento iniziale. Tra le accuse c'era quella di aver mostrato troppa considerazione per i bambini disabili. Dovette dimettersi dal dipartimento della scuola secondaria. Nel 1938, Löpelmann fu infine espulso dal partito su ordine di Hitler e si ritirò.

### Dopo il 1945
Già prima del 1945 e fino alla sua morte, lavorò come traduttore e redattore di leggende e poesie. Tra l'altro, tradusse in tedesco testi di François Villon (Mädchen in den Schänken, musicata e cantata da Reinhard Mey).

## Scritti (selezione)
- Das Weihnachtslied der französischen und übrigen romanischen Völker, Dissertation Berlin 1913, Erlangen 1913
- Liederhandschrift des Cardinals de Rohan, Göttingen 1923
- Die deutschen Mundarten, Dresden 1927
- Atlas der heimischen geschützten Raubvögel, Berlin 1927
- Abriss einer vergleichenden Lautlehre des Deutschen, Englischen, Französischen und Italienischen, Dümmler, Berlin 1929
- National-Sozialismus, in collaborazione con Bernd Lembeck, 1931
- Erziehung und Unterricht an der höheren Schule : ein Handbuch fur die Praxis, Diesterweg, Frankfurt am Main 1936
- con Hans Röhl, Georg Rathke: Erziehung und Unterricht an der höheren Schule ein Handbuch für die Praxis 5, Biologie : zur Gestaltung des Unterrichts in Erblehre, Bevölkerungspolitik, Familienkunde, Rassenkunde und Erbpflege, Diesterweg, Frankfurt am Main 1938
- Hrsg.: Wege und Ziele der Kindererziehung unserer Zeit. In Verbindung mit berufenen Fachleuten des Erziehungswesens. 2. veränd. Aufl. Leipzig 1936
- Mein griechisches Liederbuch : eine Sammlung altgriechischer Lyrik, Zürich 1949
- Keltische Sagen aus Irland, Piper, München 2005, ISBN 3-492-24045-3 (zuerst: Erinn, Brünn 1944)
- Etymologisches Wörterbuch der baskischen Sprache. Dialekte von Labourd, Nieder-Navarra und La Soule., 2 Bände, Walter de Gruyter & Co, Berlin 1968